# Jimmy Deenihan

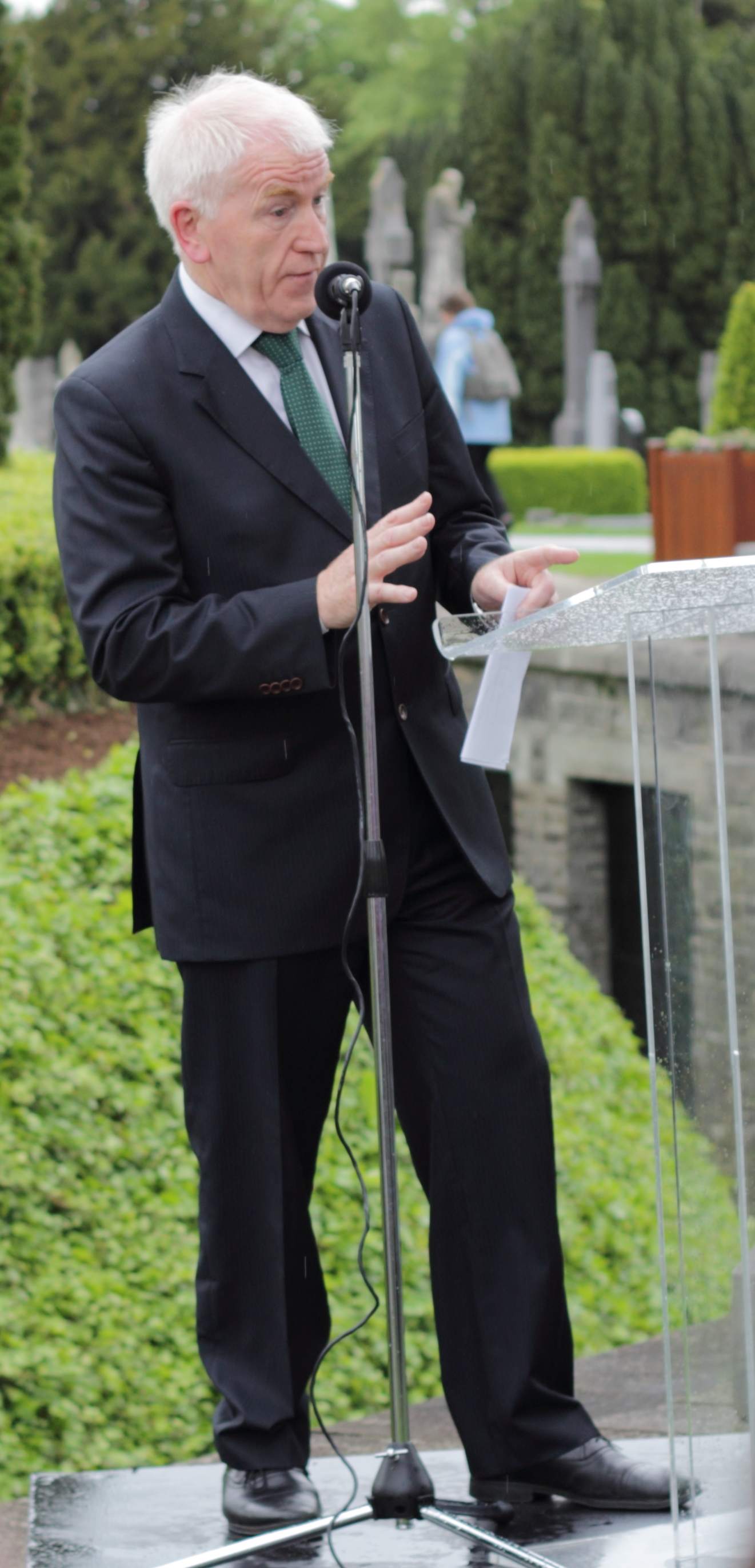
Jimmy Deenihan (2014)

Jimmy Deenihan (irisch: Séamus Ó Duibhneacháin) (* 11. September 1952 in Finuge, Lixnaw, County Kerry) ist ein irischer Politiker der Fine Gael, der auch über viele Jahre ein erfolgreicher Gaelic-Football- und Rugby-Union-Spieler war.

## Leben
Nach dem Studium am St. Michael’s College Listowel und am Thomond College of Education in Limerick war Deenihan als Lehrer tätig. Von 1973 bis 1982 spielte er darüber hinaus auf der Position des Right-corner back Gaelic Football beim Verein Finuge GAA und gewann mit für die Mannschaft des County Kerry sieben Mal die Munster Senior Football Championship sowie 1975, 1978, 1979, 1980 und 1981 fünf Mal die All-Ireland Senior Football Championship. Zuletzt war er 1981 Mannschaftskapitän.
Nach einer erfolglosen Kandidatur für das Unterhaus (Dáil Éireann) im November 1982 wurde er 1983 von Premierminister (Taoiseach) Garret FitzGerald als Mitglied des Senats (Seanad Éireann) nominiert und gehörte diesem bis 1987 an.
1987 wurde er für die Fine Gael erstmals zum Abgeordneten (Teachta Dála) gewählt und vertrat in diesem bis 2011 den Wahlkreis Kerry North. Während dieser Zeit war er vom 20. Dezember 1994 bis zum 26. Juni 1997 Staatsminister im Ministerium für Landwirtschaft, Ernährung und Forstwirtschaft in der von Premierminister John Bruton geleiteten „Regenbogenkoaliton“ von Fine Gael, Irish Labour Party und Democratic Left.
Bei den Kommunalwahlen 1999 wurde er darüber hinaus mit dem besten Ergebnis im Stimmbezirk Listowel zum Mitglied in den Grafschaftsrat des County Kerry (Kerry County Council) gewählt. Bei den Wahlen 2011 wurde er erneut in das Unterhaus gewählt und vertritt in diesem nunmehr die Interessen des Wahlkreises Kerry North-Limerick West.
Am 9. März 2011 berief ihn der neue Premierminister Enda Kenny zum Minister für Kunst und die irischsprachigen Gebiete (Gaeltacht) in die irische Regierung, ein Amt, das er bei der Kabinettsumbildung vom 12. Juli 2014 an seine Parteikollegin Heather Humphreys verlor.